# Charles Joseph Sampa Kasonde
Charles Joseph Sampa Kasonde (* 14. Dezember 1968 in Kalulushi) ist ein sambischer Geistlicher und römisch-katholischer Bischof von Solwezi.

## Leben
Charles Joseph Sampa Kasonde empfing am 4. August 2001 die Priesterweihe.
Papst Benedikt XVI. ernannte ihn am 23. März 2010 zum Bischof von Solwezi. Die Bischofsweihe spendete ihm der Apostolische Nuntius in Sambia und Malawi, Nicolas Girasoli, am 29. Mai desselben Jahres; Mitkonsekratoren waren Alick Banda, Bischof von Ndola, und George Cosmas Zumaire Lungu, Bischof von Chipata.